# ألين كولينز
ألين كولينز (بالإنجليزية: Allen Collins) هو عازف قيثارة وملحن أمريكي، ولد في 19 يوليو 1952 في جاكسونفيل في الولايات المتحدة، وتوفي بنفس المكان في 23 يناير 1990 بسبب ذات الرئة.

## وصلات خارجية
- ألين كولينز على موقع IMDb (الإنجليزية)
- ألين كولينز على موقع الموسوعة البريطانية (الإنجليزية)
- ألين كولينز على موقع ميوزك برينز (الإنجليزية)
- ألين كولينز على موقع أول ميوزيك (الإنجليزية)
- ألين كولينز على موقع ديسكوغز (الإنجليزية)
- ألين كولينز على موقع قاعدة بيانات الفيلم (الإنجليزية)